# Logan (Nouveau-Mexique)
Pour les articles homonymes, voir Logan.
Logan est un village de l'État américain du Nouveau-Mexique, situé dans le comté de Quay. Selon le recensement de 2010, sa population est de 1 042 habitants.

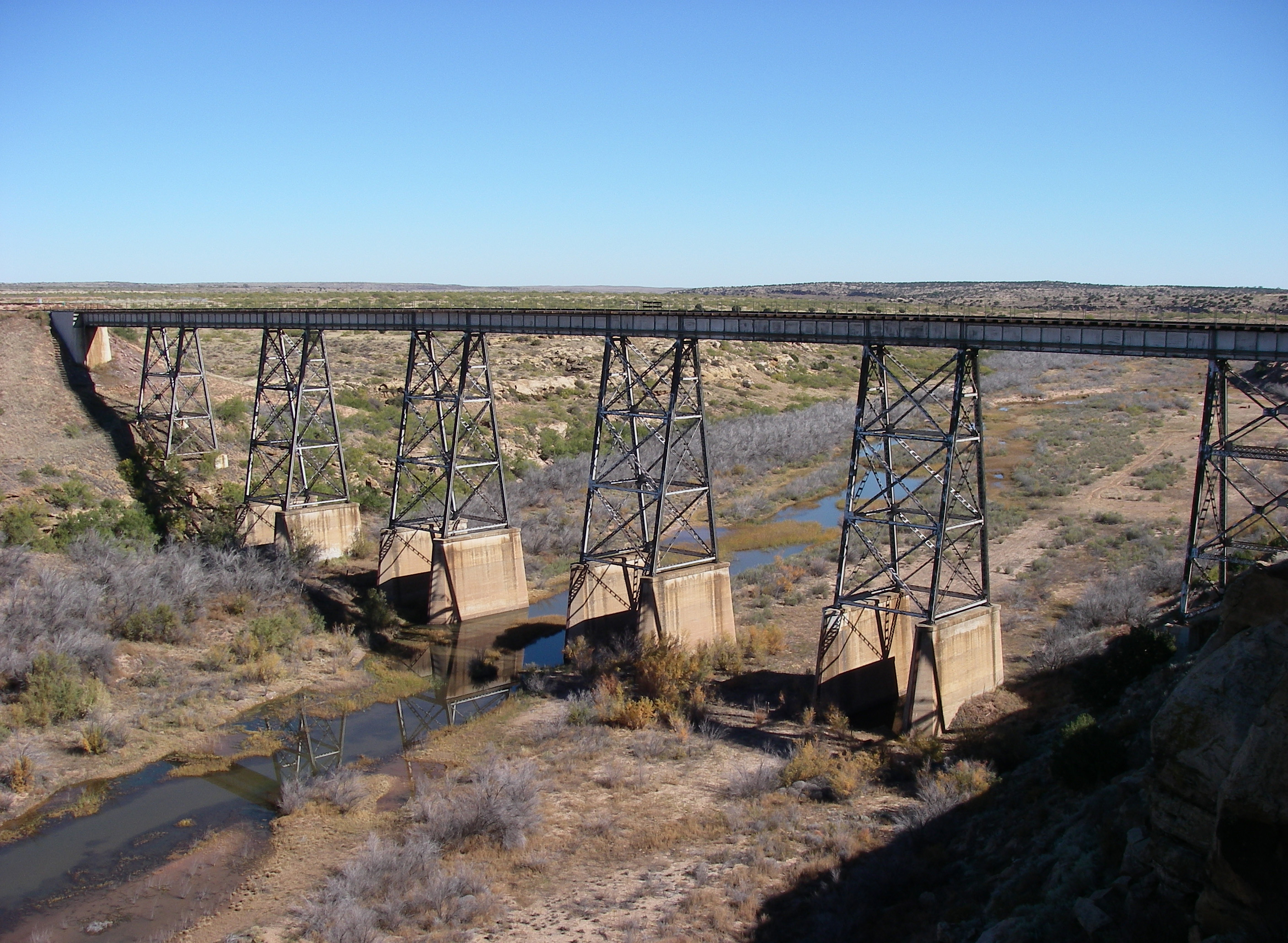
Pont ferroviaire enjambant la vallée de la Candian au sud-ouest de Logan